# Orna Kupferman
Pour les articles homonymes, voir Kupferman.
Orna Kupferman est une informaticienne israélienne. Elle est professeur d'informatique à l'université hébraïque de Jérusalem. 

## Biographie
Kupferman fait son service militaire de 1986 à 1988. Elle obtient son Ph. D. au Technion en 1995, sous la supervision de Orna Grumberg (en)  avec une thèse intitulée  « Model Checking for Branching-Time Temporal Logics ». En 1996, Kupferman rejoint les Laboratoires Bell. En 1997, elle séjourne à  l'Université de Californie à Berkeley, où elle travaille avec Thomas Henzinger.
In 1998 Kupferman est nommée Senior Lecturer  à l'Université hébraïque de Jérusalem.  Elle devient professeur titulaire en 2008. Elle dirige le département d'informatique de 2008 à 2011. En 2012 Kupferman bénéficie d'un starting grant ERC pour l'étude de systèmes réactifs de qualité élevée.

## Activités
Elle travaille sur les bases théoriques de la vérification formelle et de la synthèse des systèmes informatiques, y compris les automates, la logique temporelle, l'analyse quantitative, les problèmes de vacuité et de couverture. Elle a notamment travaillé sur l'approche théorique des automates pour la vérification et la synthèse des modèles temporels, et les procédures de décision pour les automates sur les mots infinis,.
Kupferman a été conseillère pour les problèmes de genre auprès du président de l'université hébraïque de Jérusalem. Elle a insisté sur l'égalité des gendres dans une conférence à l'Institut Weizmann. Elle appelle à la fin de la ségrégation par sexe à l'Université hébraïque de Jérusalem,.
Kupferman est rédactrice-en-chef du journal ACM Transactions on Computational Logic.

## Distinctions et prix
Kupferman est élue à l'Academia Europaea en 2016. Elle reçoit le prix Michael Milken for long-standing excellence in teaching de l'Université hébraïque de Jérusalem.

## Publications (sélection)
- Guy Avni, Thomas A. Henzinger et Orna Kupferman, « Dynamic resource allocation games », Theoretical Computer Science, vol. 807,‎ 2020, p. 42–55 (DOI 10.1016/j.tcs.2019.06.031).

- Ismaël Jecker, Orna Kupferman et Nicolas Mazzocchi, « Unary Prime Languages », dans Javier Esparza et Daniel Kràl,, 45th International Symposium on Mathematical Foundations of Computer Science (MFCS 2020),, {Schloss Dagstuhl-Leibniz-Zentrum für Informatik},, coll. « Leibniz International Proceedings in Informatics (LIPIcs), » (no 170,), 2020}, (ISBN 978-3-95977-159-7, ISSN 1868-8969, DOI 10.4230/LIPIcs.MFCS.2020.51, lire en ligne), p. 51:1-51:12.
- Orna Kupferman, « Alternating-time temporal logic », Journal of the ACM, vol. 49, no 5,‎ septembre 2012, p. 672–713 (DOI 10.1145/585265.585270, S2CID 15984608, lire en ligne)
- Orna Kupferman et Moshe Y. Vardi, « Model Checking of Safety Properties », Formal Methods in System Design, vol. 19, no 3,‎ 2001, p. 291–314 (ISSN 0925-9856, DOI 10.1023/A:1011254632723, S2CID 909779)
- Orna Kupferman, « An automata-theoretic approach to branching-time model checking », Journal of the ACM, vol. 47, no 2,‎ mars 2000, p. 312–360 (DOI 10.1145/333979.333987, S2CID 1216035)
- Orna Kupferman, « Alternating-time Temporal Logic », Lecture Notes in Computer Science, vol. 1536,‎ mai 1999, p. 23–60 (ISBN 978-3-540-65493-3, DOI 10.1007/3-540-49213-5_2, lire en ligne)